# Station Dąbrowa Górnicza Pogoria
Station Dąbrowa Górnicza Pogoria is een spoorwegstation in de Poolse plaats Dąbrowa Górnicza.